# Trilby (film fra 1923)
 For alternative betydninger, se Trilby (flertydig). (Se også artikler, som begynder med Trilby)
Trilby er en amerikansk stumfilm fra 1923 af James Young.

## Medvirkende
- Andrée Lafayette som Trilby
- Creighton Hale som Billee
- Arthur Edmund Carewe som Svengali
- Philo McCullough som Taffy
- Wilfred Lucas
- Maurice de Canonge som Zouzou
- Gordon Mullen som Durien
- Martha Franklin som Vinard
- Gilbert Clayton som Bagot